# Ту-104
Ту-104 (Туполев-104) — первый советский пассажирский самолёт на реактивной тяге и третий в мире после британского De Havilland Comet и Avro Canada C102 Jetliner. В первые два года своей эксплуатации, с 1956 по 1958 год Ту-104 являлся единственным эксплуатировавшимся реактивным пассажирским самолётом в мире из-за прекращения полётов De Havilland Comet летом 1956 года и до введения в коммерческую эксплуатацию американского Boeing 707 в октябре 1958 года.

## Разработка

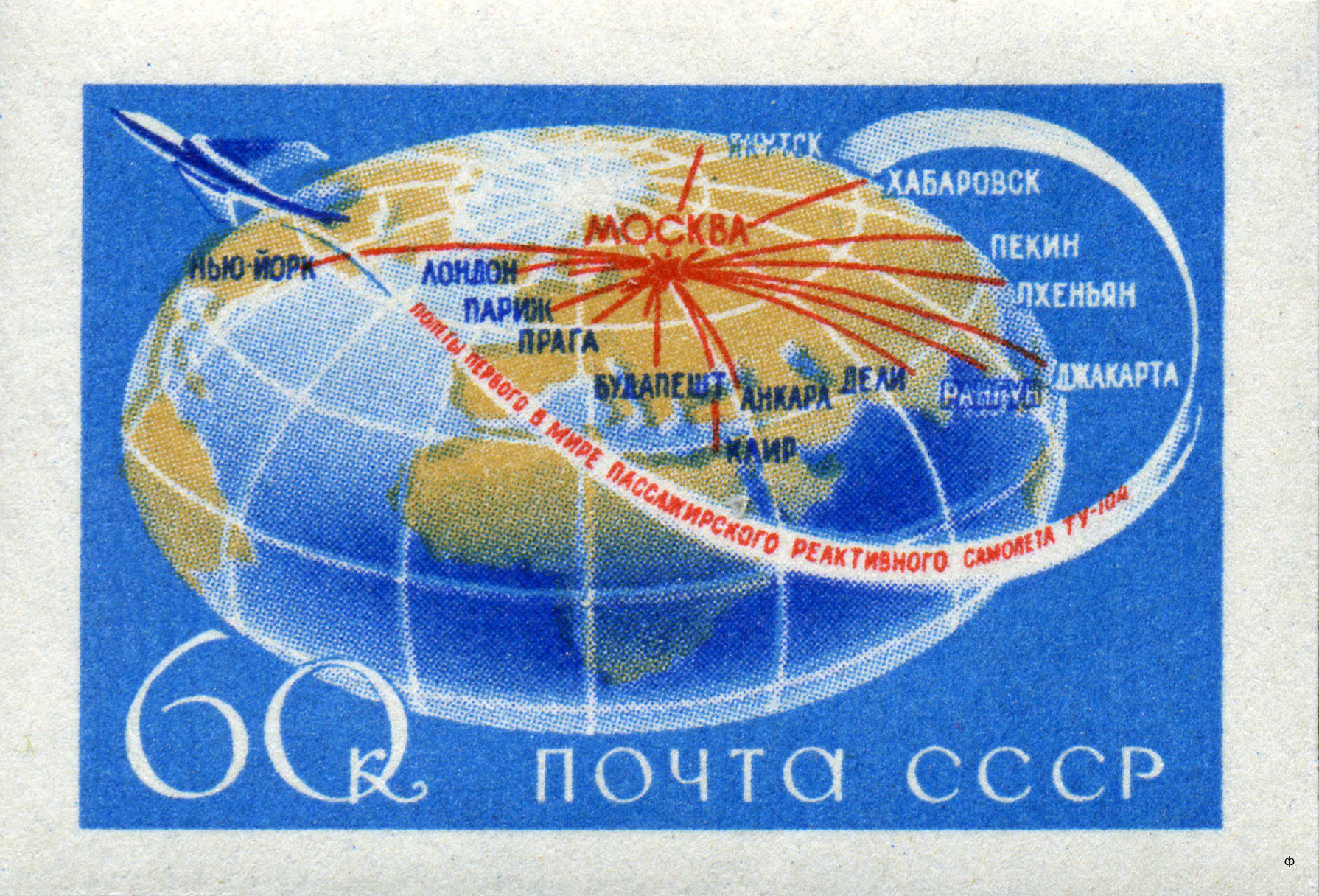
Полёты самолёта Ту-104. Почтовая марка СССР, 1958 год

Официальное постановление Совета министров о проектировании реактивного пассажирского самолёта в КБ Туполева вышло 11 июня 1954 года, хотя работы велись и раньше. Ещё при создании бомбардировщика Ту-16 были созданы и первые наброски будущего реактивного пассажирского лайнера. К 1952-53 годам были подготовлены и чертежи. Проект получил рабочее название Ту-2АМ-3-200. Будущий лайнер получил индекс 104. К слову, все дальнейшие серийные пассажирские самолёты ОКБ Туполева получали трёхзначные индексы с четвёркой на конце. Ту-104 проектировался на основе ранее производившегося дальнего бомбардировщика Ту-16. Использовались его крылья, хвостовое оперение, гондолы двигателей и шасси. Для Ту-104 был увеличен диаметр фюзеляжа и крыло было перемещено в низ фюзеляжа. Сохранён и двигатель Ту-16 — АМ-3. Именно поэтому разработка самолёта подобного типа заняла столь короткий срок.
Первый полёт Ту-104 совершил 17 июня 1955 года под управлением лётчика-испытателя Ю. Т. Алашеева. 5 ноября в воздух поднялся первый серийный самолёт, построенный на Харьковском авиазаводе (УССР). В 1956 году Советскому Союзу удалось поразить западный мир, когда во время визита первого секретаря ЦК КПСС Никиты Хрущёва в Лондон туда же прилетели три Ту-104 (СССР-Л5400, СССР-Л5412, СССР-Л5413). 15 сентября 1956 года Ту-104 (борт СССР-Л5415) совершил первый регулярный рейс по маршруту Москва — Омск — Иркутск.

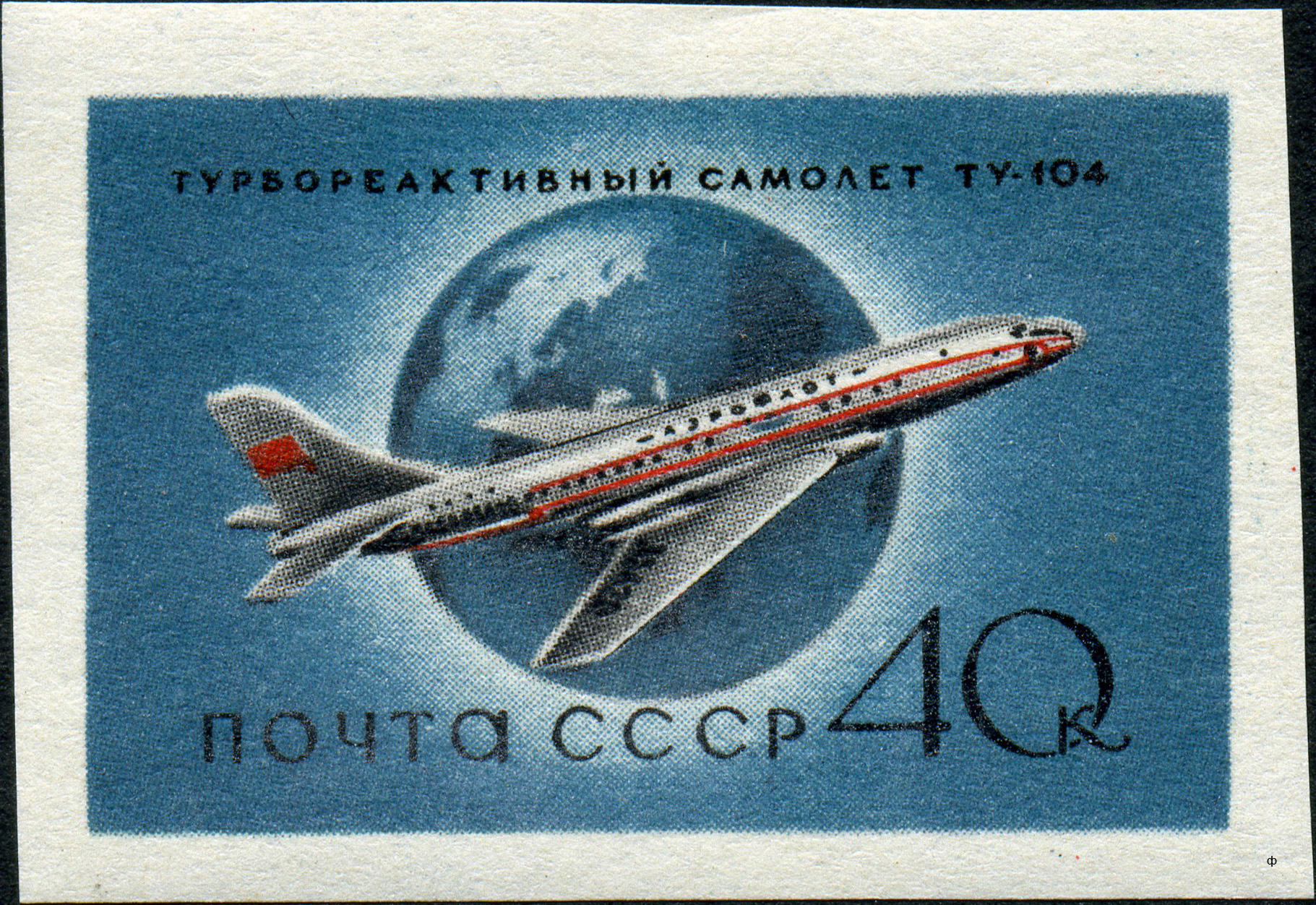
Почтовая марка 1958 года

## Технические характеристики
| Габариты                                                  | Габариты                    |
| --------------------------------------------------------- | --------------------------- |
| Длина                                                     | 38,85 м                     |
| Размах крыла                                              | 34,54 м                     |
| Площадь крыла                                             | 174,40 м²                   |
| Высота                                                    | 11,90 м                     |
| Диаметр фюзеляжа                                          | 3,5 м                       |
| Ширина салона                                             | 3,2 м                       |
| Высота салона                                             | 1,97 м                      |
| Масса                                                     |                             |
| Максимальная взлётная                                     | 74 500 кг                   |
| Максимальная посадочная                                   | 58 000 кг                   |
| Пустого                                                   | 42 800 кг                   |
| Коммерческая нагрузка                                     | 9000 кг                     |
| Запас топлива                                             | 26 500 кг                   |
| Расход топлива                                            | 6000 кг/час                 |
| Лётные данные                                             |                             |
| Количество пассажиров                                     | 50-115                      |
| Крейсерская скорость                                      | 750—850 км/ч                |
| Максимальная скорость                                     | 950 км/ч                    |
| Максимальное число Маха                                   | 0,86                        |
| Дальность полёта с коммерческой нагрузкой 12 тн и 8,15 тн | 2120 км и 2750 км           |
| Длина разбега                                             | 1970 м                      |
| Длина пробега                                             | 1600 м                      |
| Высота полёта                                             |                             |
| Потолок                                                   | 11 200 м                    |
| Экипаж, человек                                           | 5                           |
| Двигатели                                                 | 2×8750 кгс ТРД Микулин АМ-3 |

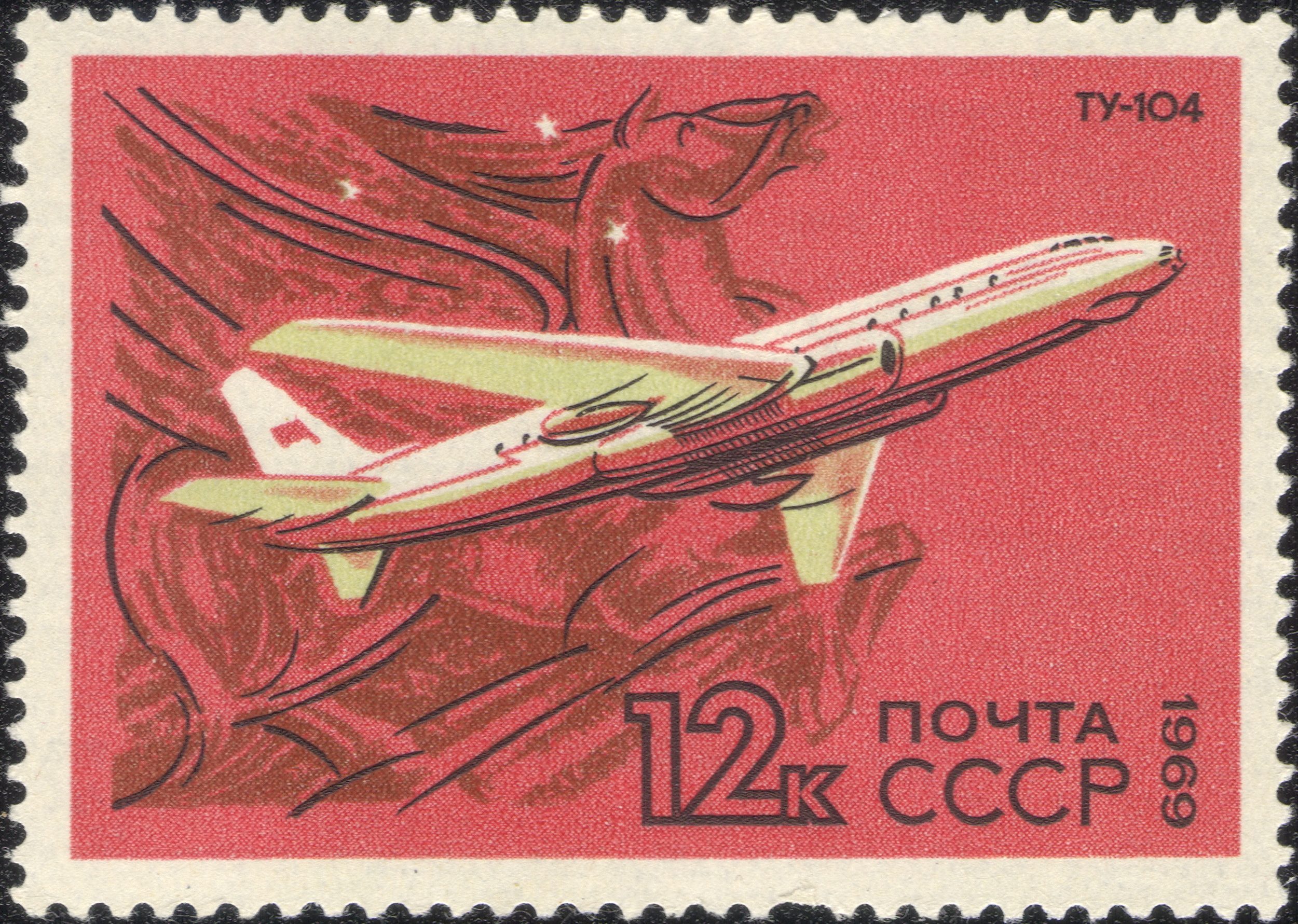
Марка СССРː Самолёт Ту-104, 1955. Пегас. Серияː Развитие гражданской авиации в СССР

Кроме Харьковского авиазавода, Ту-104 различных модификаций выпускали на авиазаводах в Омске и Казани. Всего был построен 201 самолёт. Производство было прекращено в 1960 году, последний экземпляр с номером 42508 производства Казанского авиазавода, по выработке ресурса, был подарен Оренбургу и установлен в Зауральной роще в 1980 году, свыше 10 лет прослужив в качестве детского кинотеатра. Однако после пожара в день ВДВ 1990 года самолёт не восстанавливался по причине нехватки финансирования и был распилен.

## Конструкция
Самолёт создан на базе бомбардировщика Ту-16 и во многом повторяет его конструкцию, также близок по составу оборудования.
Заново спроектирован фюзеляж диаметром 3,5 метра, разделённый на кабину экипажа, пассажирскую кабину и негерметичный отсек в хвостовой части после 65-го шпангоута. Кабина экипажа была отделена от пассажирской гермоперегородкой с дверью. Под полом пассажирской кабины расположены багажные помещения.
Компоновка пассажирской кабины весьма различна на разных модификациях. На модификации Ту-104А пассажирская кабина разделена на два салона: впереди — салон пассажиров 1-го класса на 16 кресел, за ним — салон на 54 кресла туристского класса в компоновке 11 рядов по 5 кресел (3 слева и 2 справа). Первый ряд кресел второго салона развёрнут против полёта, и между креслами первого и второго ряда установлены небольшие столики.
Иллюминаторы в салоне самолёта круглые, диаметром 40 см. Часть иллюминаторов в служебных помещениях и туалетах расположена со значительным смещением к потолку.
Компоновка кабины экипажа сильно напоминает таковую в Ту-16. Экипаж состоял из командира, второго пилота, штурмана, бортрадиста и бортмеханика.
Для прохода в самолёт на левом борту впереди и сзади имелось по входной двери. Также в кабине экипажа в полу кабины имелся отбрасываемый вниз входной люк, позволяющий попасть в самолёт через нишу передней стойки шасси. Для выхода на крылья при аварийной посадке имелись справа и слева сбрасываемые люки.
В отличие от Ту-16, Ту-104 по компоновке — низкоплан. Крылья стреловидные, цельнометаллические, двухлонжеронные кессонной конструкции. Стреловидность — 35° по линии 1/4 хорд, 40,5° — по передней кромке и 37,5° — по задней. Профиль крыла — ПР-12-0-35 в корневой части крыльев и СР-11-12 — в концевой. Каркас из алюминиевых сплавов (центроплан — из сплава В95). На крыльях установлены элероны с триммерами, в средней и корневой части крыльев имелись закрылки с электроприводом.
Внутренние полости крыльев использовались под размещение мягких резиновых топливных баков: по четыре группы левых и правых баков. Пятый фюзеляжный бак находился в хвостовой части фюзеляжа и только на Ту-104 (без буквы), на остальных модификациях его не было. Заправка топливом — пистолетная для каждого бака раздельно, централизованной заправки не было. При наличии пятого бака он заполнялся перекачкой топлива из крыла. Топливо для двигателей — Т-1 или ТС, для турбостартёров двигателей отдельно заливался бензин Б-70 с примесью масла.
Двигатели аналогичны применявшимся на Ту-16. Форма воздухозаборников двигателей немного отличается от установленной на Ту-16.
Шасси аналогично Ту-16, передняя стойка с парой управляемых колёс, две основные стойки и предохранительная хвостовая пята. Колея шасси — 11,325 м. Для сокращения пробега используется двухкупольная парашютная система.
Оборудование самолёта во многом аналогично Ту-16. Автопилот АП-5-2, вариометр ВАР-30-3, высотомер ВД-20, указатель скорости КУС-1200, радиовысотомер РВ-2, астрокомпас АК-49, радиотехническая система ближней навигации РСБН-2, бортовая РЛС РБП-4Г, радиокомпасы АРК-5, гирополукомпас ГПК-52, дистанционный гиромагнитный компас ДГМК-7, курсо-глиссадная система СП-50 «Материк», курсо-глиссадная система ИЛС (курсовой радиоприёмник КРП-Ф, глиссадный радиоприёмник ГРП-2, маркерный радиоприёмник МРП-48 или МРП-56П), связная радиостанция (приёмник УС-9, передатчик 1-РСБ-70). С постройкой самолётов состав оборудования несколько менялся, в частности, был заменён автопилот на более совершенный АП-6.

## Модификации
Официально существовали следующие модификации самолёта: Ту-104, Ту-104А и Ту-104Б. Все доработанные или переделанные самолёты, в том числе военные, продолжали нести прежнюю надпись на борту.

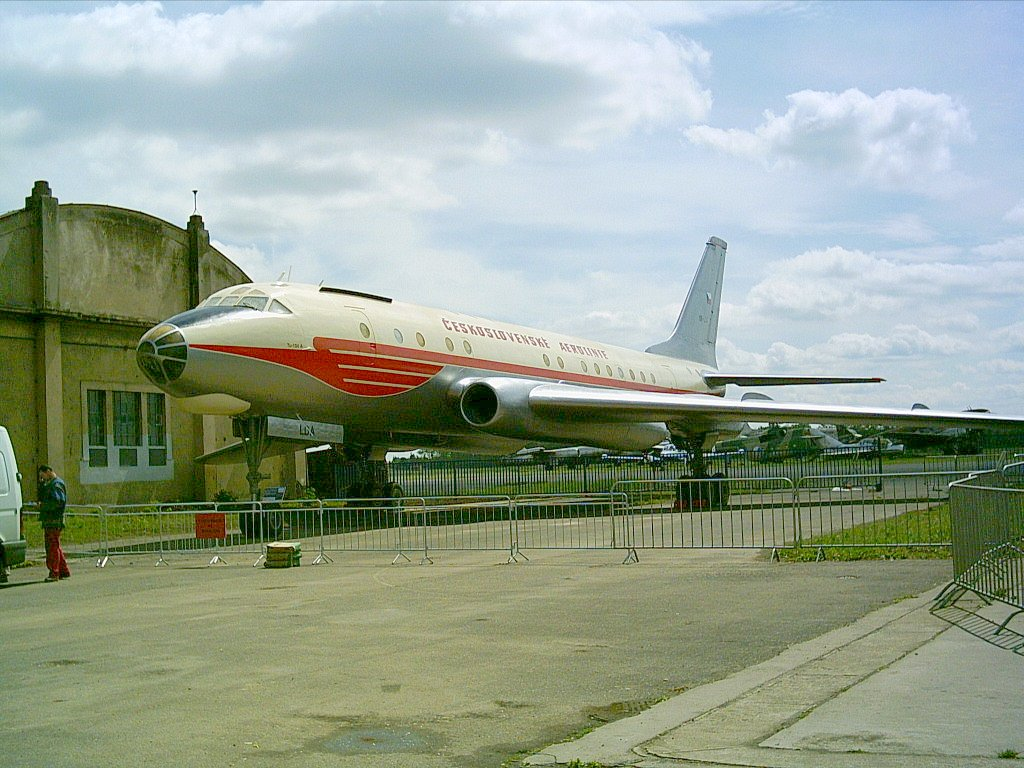
Ту-104А

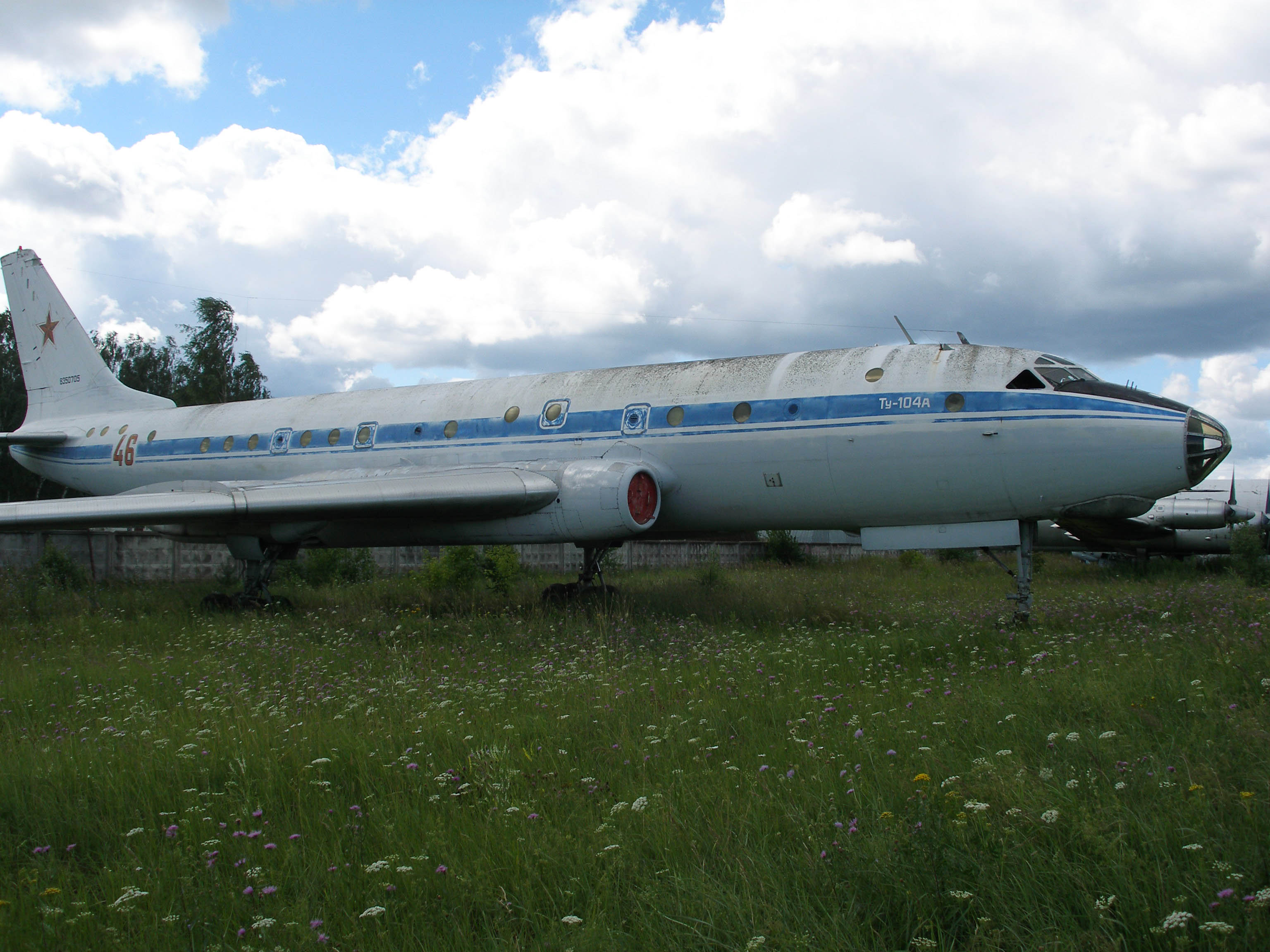
Ту-104АК — летающая лаборатория для подготовки космонавтов в музее ВВС в Монине

Ту-104А «Аэрофлота» в стокгольмском аэропорту Арланда. Июль 1972 года

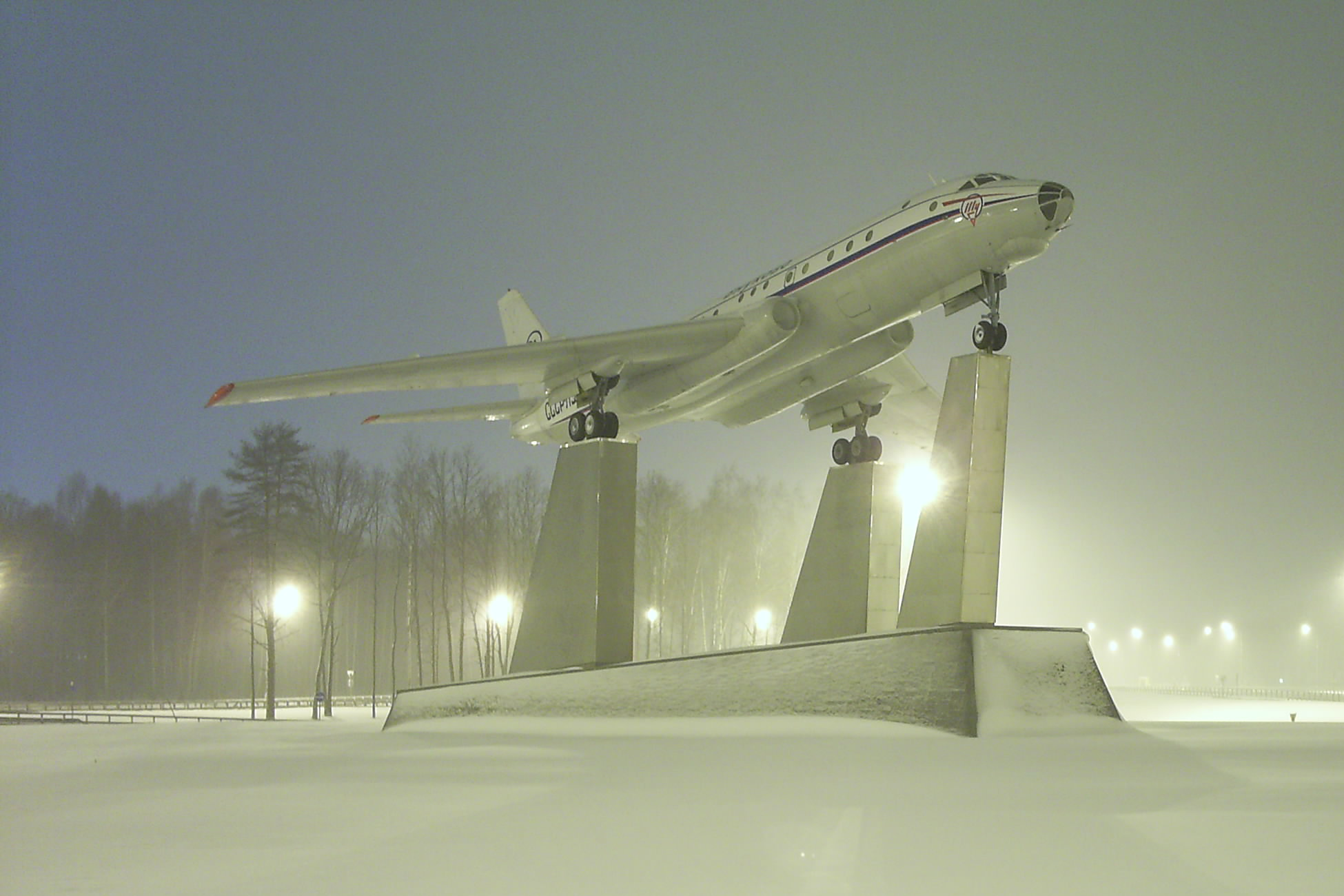
Авиапамятник Ту-104 у аэропорта Внуково

| Название модели         | Краткие характеристики, отличия. |
| ----------------------- | --- |
| Ту-104                  | Первый серийный 50-местный вариант самолёта, выпускался с 1955 по 1957 годы, построено 29 машин. Из них в аварию попал только 1 борт, CCCP-L5414, и тот не по вине конструкции: плохая погода, уход на запасной, закончилось топливо, посадка вне аэродрома. В результате обошлось без жертв. Компоновка и дизайн салонов первой модификации, включавший кружевные ткани, освещение с помощью бра, вместо стандартных светильников, статуэтки в перегородках между салонами, тщательно разрабатывались лично женой Туполева, создавшей для пассажиров домашний уют. Впервые в СССР для рядовых пассажиров в самолёте разместили сразу 3 купе люкс, которые раньше проектировались только для спецбортов, обслуживающих высшее руководство страны. Первое купе включало 6 мест с креслами напротив друг друга, со столом между ними, слева 1+1, справа 2+2. Второе купе — на 8 мест, аналогичное первому, но слева добавлено по 1 креслу в ряду, 2+2. За ним кухня, далее, — слева буфет, справа для посетителей буфета кресла напротив друг друга 2+2, со столом между ними. За ними — 3-е купе, аналогичное 2-му. Обычная бабушка в 3-м купе. В хвосте разместили салон 1-го класса с креслами в 7 рядов 2+2. Обычный экономкласс отсутствовал. Каждое кресло любого класса находилось рядом с отдельным иллюминатором. За хвостовой входной дверью расположили два туалета, причём, женский и мужской — раздельно. В каждом из них — по 2 помещения. В первом умывальник, во втором сам туалет. Компоновка салона 1 класса, буфета и туалета хорошо показаны в фильме 1957 г. «Удивительное воскресенье». |
| Ту-104 2НК-8            | В 1960-е годы рассматривался проект переоборудования парка Ту-104 (одновременно с Ту-16) под двигатели НК-8. |
| Ту-104А                 | 70-местная модификация самолёта, выпускались с 1957 по 1959 годы построено 80 машин. В дальнейшем в салоны устанавливалось от 85 до 100 и более кресел (см. Ту-104В), 70-местные варианты использовались только на заграничных рейсах. |
| Ту-104АК                | Летающая лаборатория для подготовки космонавтов в условиях кратковременного воздействия невесомости. Было конвертировано два самолёта — бортовые № 46 и № 47 красные, с базированием на аэродроме Чкаловский. |
| Ту-104А-ТС              | Переделка серийных машин в транспортно-санитарные (переделка в строю была предусмотрена в конструкции базовых самолётов). Известно о двух машинах: самолёт CCCP-42360 (Хабаровский отряд ГА) и ВВС-овский борт № 48 красный (аэродром Чкаловский). Последний недолго использовался в качестве грузовика и был приспособлен для тренировки космонавтов по типу Ту-104АК. |
| Ту-104Б                 | 100-местная модификация самолёта с удлинённым фюзеляжем и неизменной механизацией крыльев, выпускались с 1958 по 1960 годы, построено 95 машин, в ходе эксплуатации переоборудовались в Ту-104Б-115 на 115 пассажирских мест и под новое навигационно-пилотажное и радиотехническое оборудование. |
| Ту-104Б-ТС              | Переделка серийных машин в транспортно-санитарные (переделка в строю была предусмотрена в конструкции базовых самолётов). Шесть машин: CCCP-Л5412, CCCP-42468, CCCP-42479, CCCP-42482, CCCP-42494, CCCP-42496, все базировались в Толмачёво. |
| Ту-104В (проект.)       | Неосуществлённый серийный проект на 117 пассажиров. |
| Ту-104В                 | Самолёты Ту-104А, переоборудованные силами ГВФ на 85 или 100 пассажирских мест, в связи с возросшим спросом на авиаперевозки. Несколько машин уплотнили на 110 и 115 пассажиров, но из-за огромного неудобства такой компоновки с 1972 года официально было запрещено монтировать более 100 кресел, и с этого момента индекс «Ту-104В» перестал применяться в документации. Самолёты летали только на внутренних рейсах. |
| Ту-104Г                 | Самолёт за №СССР-Л5411. Построен как Ту-16 в 1955 году, через два года переделан в гражданский вариант, и под обозначением Ту-104Г использовался для подготовки экипажей Ту-104 для «Аэрофлота» в Новосибирском учебном центре, после списания передан в качестве макета в Киевский ИИГА. |
| Ту-104Д                 | Переделка Ту-104А под 85 мест. Название применялось до 1962 года, затем эти самолёты стали именовать как Ту-104В (смотри выше). |
| Ту-104Д 3НК-8           | Один из первых проектов ОКБ по теме Ту-154, имевший в основе конструкцию Ту-104, приспособленную под новую силовую установку. |
| Ту-104Е                 | Опытная модификация самолёта под более экономичные двигатели РД-16-15 (тяга 11300 кг) и с изменениями в конструкции планера и самолётных систем. Построено две машины за № СССР-42441 и СССР-42443 с разным крылом. |
| Ту-104ЛЛ                | Ту-104 CCCP-42326, переделан в летающую лабораторию для ОКБ «МиГ», по отработке комплекса «Заслон», ракет «воздух-воздух» и другого. Эксплуатировался до 1977 года, затем перебазирован на радиополигон Лётно-исследовательского института. |
| Ту-104ЛЛ-1 и Ту-154ЛЛ-2 | Две машины: СССР-42454 и СССР-42324 были переделаны для работ по теме «Заслон» (перехватчика МиГ-31). Оба самолёта были оборудованы РЛС с ФАР «Заслон» разработки НПО «Фазотрон» и целевым оборудованием. Самолёт СССР-42454 (под наименованием ЛЛ-2) был оборудован под подвеску ракет К-33, выполнено два пуска. В истории авиации это достаточно уникальный случай — пуски тяжёлых ракет В-В с по сути пассажирского лайнера. Самолёт СССР-42454 после окончания работ по доводке РЛС «Заслон» был переделан в метеолабораторию по теме «Гроза» (смотри ниже). |
| Ту-104Ш                 | Переделка пассажирского самолёта, заводской № 6350104, бортовой № 001, Главкома ВВС в учебный самолёт штурманов. После переделки в 1976 году передан в 43-й ЦБП и ПЛС ДА (Дягилево). Самолёт предназначался для практического обучения приёмам бомбометания, боевая нагрузка составляла 12 практических (то есть учебных) бомб П-50-75. После списывания с 1986 по 1996 год стоял на площади Новаторов в Рязани. |
| Ту-104Ш-1               | Переделка трёх серийных самолётов за № CCCP-42330, № СССР-42342 и CCCP-42347 в штурманский учебный самолёт для подготовки штурманов ракетоносцев Ту-16К-10. Самолёт № CCCP-42330 принадлежал 143-й авиадивизии Тихоокеанского флота (Каменный Ручей), самолёт № 42342 эксплуатировался в 987-м морском ракетоносном полку на аэродроме Североморск-3 ВВС Северного флота, самолёт № 42347 был передан в 33-й ЦБП и ПЛС Ав. ВМФ в г. Николаев (Кульбакино). Самолёты отличал длинный носовой обтекатель антенны РЛС «ЕН» от Ту-16К-10. В дальнейшем два самолёта из трёх были доработаны до варианта Ту-104Ш-2 (смотри ниже). |
| Ту-104Ш-2               | Переделка двух Ту-104Ш-1 в штурманский учебный самолёт для подготовки штурманов ракетоносцев Ту-22М2: самолёты № CCCP-42347 и № CCCP-42342. Внешне отличались длинным носовым обтекателем от РЛС «ЕН», но была смонтирована РЛС «ПНА», оптико-телевизионный бомбовый прицел «015-Т», навигационный комплекс НК-45 с БЦВМ «Орбита», крыльевые ракетные балочные держатели под имитаторы ракет. Самолёты переоборудовались на 20-м АРЗ в г. Пушкин. |
| Ту-104 CSA              | Шесть самолётов Ту-104А, построенных для авиакомпании «Czech Airlines» (ЧССР). Все машины имели собственные имена. Три самолёта разбиты в эксплуатации. |
| Самолёт «107» (Ту-107)  | Военно-транспортный вариант Ту-104, создавался по заказу ВВС. Представлял собой грузовую машину с опускаемым трапом в задней части фюзеляжа, негерметичной грузовой кабиной, рассчитанной на 100 человек л/состава или 10 тонн груза. Построен один опытный экземпляр с заводским № 76600302. Проходил заводские, государственные и войсковые испытания. К серии принят не был из-за неполного соответствия требованиям к самолёту ВТС. В конце сентября 1965 года участвовал в установлении мировых рекордов по парашютному спорту в г. Саратове, установлено 13 мировых рекордов. По завершении эксплуатации находился на длительном хранении на территории УАТБ Рязанского училища. |
| Самолёт «110» (Ту-110)  | Модификация самолёта Ту-104 с четырьмя двигателями АЛ-7П. Предназначался на экспорт, однако программа была свёрнута из-за отсутствия заказов. Серия состоит из: лидерная машина (прототип) Ту-110 № СССР-Л5600, в 1961 году передана на хранение в Киевский ИИ ГА; машина Ту-110А бортовой № СССР-Л5511 переделана под двигатели Д-20П, далее передана в НПО «Взлёт» Минрадиопрома, где на ней отрабатывалась БРЛС «Сапфир-23» для МиГ-23; Ту-110А СССР-Л5512 переоборудован под двигатели Д-20П (и стал Ту-110Б), передан в НПО «Взлёт» МРП, где некоторое время использовался в качестве самолёта-цели по теме «Сапфир»; самолёт СССР-Л5513 также переделан в Ту-110Б и использовался в качестве ЛЛ по теме «Сапфир», на самолёте доводилась селекция движущихся целей на фоне земли, также был оборудован АПУ-25-21-110. |
| Самолёт «118»           | Проект Ту-104 с четырьмя ТВД. |

Несколько самолётов Ту-104 переделывались для различных задач (преимущественно, испытаний и отработки различного электронного оборудования), при этом они не получали собственного наименования.
Так, например, самолёт Ту-104Б СССР-06195 использовался ОКБ-156 в качестве «штабного», для грузовых и пассажирских перевозок в интересах КБ, перевозки командировочных. При создании Ту-144 самолёт силами КБ был кардинально переделан в летающую лабораторию по отработке нового комплекса НПК-144 (тема «Ретранслятор»). В 1974 году самолёт был передан в ЛИИ имени Громова для дальнейших испытаний. На данном лайнере были проведены Государственные испытания навигационной системы НК-144 на дозвуковых скоростях в полном объёме программы испытаний самолёта Ту-144 по пилотажно-навигационному оборудованию. Также на нём проводилось обучение лётного состава экипажей Ту-144. После завершения всей программы работ самолёт был поставлен на хранение, потихоньку разбирался на запчасти, к 1992 году был перетащен на свалку ЛИИ и затем утилизирован.
Ту-104ЛЛ-2 СССР-42454 был переделан в лабораторию по теме «Гроза» и предназначался для разгона облаков методом распыления реагента (обычно цемента). На борту была нанесена эмблема Лётного научно-исследовательского центра метеорологических исследований «Циклон».
Ту-104Б № СССР-42498 в 1974 году был передан НПО «Взлёт» Минрадиопрома, где был переделан для испытаний РЛС и системы наведения ракет МиГ-31. Из-за характерного носа имел кличку «Буратино».
Несколько машин (42320, 42321, 42322, 42325, 42327, 42329, 42330, 42331, 42332, 42386, 42387 и 42498) использовались в качестве штабных. В первом салоне оборудовалось место для командования (так называемый «командирский салон»).

## Производство
Самолёты Ту-104 строились с 1955 по 1960 год на следующих авиационных заводах:
- Завод № 156 в Москве изготовил две опытные машины нулевой серии в 1955 году.
- Завод № 135 в Харькове построил 48 самолётов с нулевой по девятую серии, 1955—1959 гг. Начиная с со второго самолёта второй серии строилась модификация Ту-104А.
- 59 самолётов построено на заводе № 166 в Омске в 1956—1960 годах. Почти все модификации Ту-104А, серии с первой по двадцатую. 2 самолёта третьей серии — опытный военно-транспортный самолёт Ту-107.
- 96 самолётов на заводе № 22 в Казани в 1958—1960 годах, серии с первой по 20. Во всех сериях завода производилась модификация самолёта Ту-104Б, за исключением 3 и 5 самолёта 9 серии — модификация Ту-104Е.

## Эксплуатация

### Создание самолёта и подготовка пилотов
Внедрение и освоение нового самолёта потребовало перестройки всей аэродромной структуры. Специально для нового лайнера реконструировались взлётно-посадочные полосы, увеличивались их длина, улучшалось их покрытие. Именно с появлением на трассах Ту-104 в аэропортах стали широко внедряться спецавтомобили — мощные заправщики, аэродромные тягачи, машины для заправки водой и кислородом, багажные машины, автолифты и наконец — самоходные трапы. В аэропортах начала работать привычная сейчас система оформления билетов, регистрации багажа, появились автобусы для пассажиров. На Ту-104 резко возрос уровень комфорта для пассажиров по сравнению с поршневыми и турбовинтовыми машинами: на борту были установлены мягкие анатомические кресла с регулирующейся по высоте спинкой, в полёте пассажирам предоставлялось горячее питание и прохладительные напитки, стюарды перед вылетом проводили обязательный инструктаж по безопасности, и тому подобное — таким образом, именно на Ту-104 в конце 1950-х был впервые внедрён привычный в наше время стандарт обслуживания на борту самолёта. На Ту-104 перелёт на Дальний Восток и в Сибирь занимал несколько часов (от Москвы до Иркутска — 7,5 часов), в отличие от Ил-18 и Ан-10, не говоря про Ли-2.
Практически единственным гражданским пользователем Ту-104 в СССР был «Аэрофлот», использовавший лайнеры для выполнения внутренних и международных рейсов средней протяжённости. На Ту-104 уже в 1956—58 годах выполнялись рейсы из Внукова в Лондон, Будапешт, Копенгаген, Пекин, Брюссель, Оттаву, Дели, Прагу и так далее. Появление Ту-104 позволило СССР в кратчайшие сроки выйти на международный уровень авиаперевозок. Единственной страной, куда экспортировался этот самолёт, была Чехословакия — местная авиакомпания приобрела шесть машин, половина из которых в дальнейшем была потеряна в авариях.
Первые пилоты переучивались сначала на бомбардировщиках Ил-28 в Центре переучивания ВВС, затем некоторое время на переоборудованных «Илах» возили почту по трассе Москва-Свердловск-Новосибирск (самолёты не имели вооружения и раскрашивались под стандарт «Аэрофлота»). Часть пилотов пришла с Ту-16 и не требовала кардинальной переподготовки. Затем на базе Западно-сибирского управления ГА был организован учебный центр (Новосибирск-Толмачёво), где проходили переучивание лётные экипажи.

### Советская космическая программа

Ту-104

В связи с подготовкой пилотируемых космических полётов стала актуальной проблема переносимости человеком условий невесомости, а также особенностей выполнения им различных операций. Для проведения соответствующих исследований силами ЛИИ и ОКБ имени А. Н. Туполева в 1960 году была создана первая летающая лаборатория (ЛЛ) Ту-104АК. Для целей исследований на борту ЛЛ создавались условия невесомости при манёвре «горка» в течение 25 секунд (сначала — вручную лётчиком по указателю перегрузки, а потом — с использованием автомата перегрузки). Работы на режимах невесомости начинал лётчик-испытатель С. Н. Анохин. В дальнейшем их вели лётчики-испытатели ЛИИ В. П. Васин, П. И. Казьмин, В. Ф. Хапов. Научное обеспечение работ осуществляли Е. Т. Берёзкин, Г. И. Северин, К. И. Бестужев,
A. Д. Миронов, Ю. А. Винокур, B. Д. Курбесов.
На первом этапе проводилась оценка переносимости кратковременной невесомости людьми и опыты с животными, затем — испытания различного оборудования и снаряжения с участием испытателей и космонавтов Ю. А. Гагарина, В. М. Комарова, К. П. Феоктистова, В. В. Аксёнова, А. С. Елисеева.
Всего было оборудовано три таких самолёта для исследований в условиях невесомости.
В 1964 г. на Ту-104АК была проведена отработка в условиях невесомости на созданном заводом «Звезда» действующем макете шлюзовой камеры элементов её конструкции и операций по выходу в открытый космос для тренировки космонавтов П. И. Беляева и А. А. Леонова, а также подготовка космонавтов к выполнению работ в открытом космосе.
В дальнейшем на первой ЛЛ Ту-104АК в условиях невесомости отрабатывались электросварочный аппарат института имени Е. О. Патона, устройства раскрытия телевизионной антенны спутника связи, а также шасси Лунохода-1 на режимах, имитирующих лунную силу тяжести. Опыт этих работ был использован при создании второй ЛЛ Ту-104АК для испытаний в условиях невесомости различных гидравлических и тепловых систем. Ведущим по этим работам в ЛИИ был А. Т. Фролов.
Сохранились архивные кинокадры, запечатлевшие космонавта в скафандре, парящего в невесомости на борту Ту-104. Здесь же проходили подготовку участники советской лунной программы. В дальнейшем для подобных полётов стали переоборудовать самолёты с более объёмными фюзеляжами типа Ил-76, предоставляющие большую свободу для тренировок космонавтов.

### Недостатки
В отличие от своего прародителя (Ту-16), Ту-104 был более сложен в управлении, ненадёжен, тяжёл, в полёте очень неустойчив и плохо управляем, был склонен к раскачке («голландскому шагу») и козлению. Особую опасность представлял так называемый «подхват». Самолёт резко набирал большую высоту, за потолок, а затем срывался в штопор, из которого его практически невозможно было вывести. По этой причине произошли две катастрофы, в том числе самая известная катастрофа Ту-104 17 октября 1958 года, когда рейс Пекин — Москва, пилотировавшийся экипажем Г. Кузнецова, упал на территории Чувашии. В 1958 году, менее чем за 4 месяца, произошло 4 случая «подхвата».
Кузнецов мужественно диктовал в эфир показания основных пилотажных приборов в течение подхвата и последующего срыва, до самого падения. Благодаря анализу полученных данных удалось восстановить траекторию самолёта и определить неэффективность руля высоты. После этого в конструкцию самолёта были внесены изменения, которые улучшили управляемость, и таких катастроф удалось избежать.
Слабая механизация крыльев способствовала сваливанию на малых скоростях. Из-за конструктивных особенностей самолёта глиссада не выдерживалась, скорость гасилась ступенчатым снижением. Рекомендованная скорость приземления 225—250 км/ч никогда не соблюдалась, и часто самолёт сажали на 270—300 км/ч. Если загруженный самолёт приземлялся нормально, то на пустом сильно проявлялся эффект земного «экрана» — на малом газу самолёт продолжал лететь над ВПП, не желая снижаться, а после касания земли — «козлить» (подпрыгивать на стойках шасси). Взлёты и посадки Ту-104 проходили на высокой скорости — из-за этого требовалась длинная, до двух километров, взлётно-посадочная полоса. Не редкостью на Ту-104 были выкаты за полосу, и для эвакуации самолёта с грунта использовались надувные резинотканевые подъёмники (как на Ту-16). На самолёте стояло несовершенное навигационное оборудование и автопилот, отсутствовало радионавигационное оборудование захода на посадку. Всё это не способствовало безаварийности, слишком велика была зависимость безопасности полёта от мастерства экипажа.
Выявленные недостатки самолёта стали причиной для снятия его с производства и начала работы над новым поколением более надёжных реактивных пассажирских лайнеров для рейсов средней протяжённости — Ту-154.

### Эксплуатация
Начиная с 1959 года первые Ту-104 стали поступать в авиапредприятия Внуково, Иркутск, Толмачёво, Ташкент, Тбилиси, Пулково. В 1960 году самолёт поступил, помимо вышеназванных аэропортов, также и в Шереметьево, Борисполь и Хабаровск. В 1961 году самолёты поступили в Одессу. В 1965 году была прекращена эксплуатация Ту-104 в Узбекском управлении ГА по климатическим условиям Ташкента, а в 1966 году 8 новых самолётов поступили в Домодедово.
Выпуск Ту-104 был прекращён всего через пять лет после начала серийного производства: в начале-середине 1960-х годов в СССР и в мире уже началась разработка лайнеров второго поколения с более экономичными турбовентиляторными двигателями, и Ту-104 к тому времени уже успел морально устареть.
Списание самолётов по выработке ресурса началось в 1972 году, при этом налёт некоторых самолётов достигал 30-33 тысячи часов (что вдвое больше первоначально назначенного). С 1974 года самолёты этого типа, состоявшие в парке гражданской авиации, начали перекрашивать в единую ливрею «Аэрофлота», принятую 1 декабря 1973 года. К 1977-78 годам практически все Ту-104 были перекрашены.
Вывод Ту-104 из парка «Аэрофлота» начался в 1977 году.
После авиационной катастрофы Ту-104 17 марта 1979 года у Внукова вышел приказ МГА СССР о снятии самолётов этого типа с пассажирских перевозок «Аэрофлота». В апреле 1979 года Ту-104 прекратили работу в Иркутском, Тбилисском, Пулковском, Хабаровском авиационных отрядах, однако оставшиеся самолёты этого типа ещё полгода продолжали работу в 1-м Одесском авиаотряде, где они составляли большинство парка самолётов и не было возможности сразу заменить их всех на новые авиалайнеры. Экипажи одесских 104-х были отправлены на переподготовку для работы на Ту-154, а рейсы Одесского авиаотряда временно передали авиаторам из Борисполя.
Свой последний пассажирский рейс по маршруту Одесса — Внуково Ту-104 выполнил 20 ноября 1979 года.
Согласно документам МГА СССР, эксплуатация самолётов типа Ту-104 завершилась выполнением рейса Ту-104Б (115 мест) Ленинградского управления гражданской авиации № 2429 Москва (Шереметьево (1)) (отправление 22:40 МСК) — Ленинград (Пулково) (прибытие 24:00 МСК) 31 декабря 1979 года. Выполнение регулярных рейсов Ту-104 на авиалинии Москва (Внуково) — Одесса завершилось рейсом Ту-104Б (100 мест) Украинского управления гражданской авиации № 1687 Москва (Внуково) (отправление 21:50 МСК) — Одесса (прибытие 23:45 МСК) 5 ноября 1979 года. Военные эксплуатировали самолёт до 1981 года, эксплуатацию типа окончательно прекратили после катастрофы Ту-104 отряда управления 25 дивизии ВВС Тихоокеанского флота, 7 февраля 1981 года на аэродроме города Пушкин. Сразу после отрыва перегруженный самолёт перевернулся и рухнул на ВПП. Тогда погибло практически всё управление Тихоокеанского флота (50 человек, из них 17 адмиралов и генералов). Один из последних самолётов Ту-104Ш-2, бортовой номер СССР-42342, служивший в ВМФ СССР в качестве учебного самолёта для обучения штурманов дальней авиации, был списан в ноябре 1983 года. Ещё примерно шесть экземпляров самолётов Ту-104 в лётном состоянии до начала 1980-х годов находились в распоряжении учреждений и предприятий МАП.
В последний раз самолёт типа Ту-104 поднялся в воздух 1 ноября 1986 года, когда одна из сохранившихся в лётном состоянии машин перегонялась на вечную стоянку в Ульяновский музей гражданской авиации. 11 ноября этот самолёт успешно прибыл в Ульяновск. Известно[кому?] также и об одном рейсе из Хабаровска, произведённом 1 июля 1988 года.
Бо́льшая часть оставшихся машин в течение 1980-х годов была порезана на металлолом либо установлена в качестве самолётов-памятников в некоторых городах СССР.
На базе Ту-104 был разработан самолёт для местных авиалиний Ту-124, относившийся к переходному поколению; в частности, он уже имел двухконтурные турбореактивные двигатели. Однако он не получил популярности и также был снят с производства через пять лет после начала серийного выпуска. Опыт создания этих самолётов был впоследствии использован КБ Туполева при проектировании Ту-134 — вполне удачного лайнера, эксплуатация которого продолжалась с 1963 года по 21 мая 2019 года.

## Авиационные происшествия с Ту-104
По данным сайта Aviation Safety Network, по состоянию на 15 марта 2019 года в общей сложности в результате катастроф и серьёзных аварий были потеряны 37 самолётов Ту-104. Ту-104 пытались угнать 3 раза, при этом погибли 84 человека. Всего в этих происшествиях погибло 1137 человек.
| Дата             | Бортовой номер | Место катастрофы              | Жертвы  | Краткое описание |
| ---------------- | -------------- | ----------------------------- | ------- | --- |
| 19 февраля 1958  | Л5414          | Саваслейка                    | 0/3     | Исчерпал запас топлива, посадка до ВПП |
| 15 августа 1958  | Л5442          | Хабаровский район             | 64/64   | Сваливание в штопор на высоте 12 км |
| 17 октября 1958  | 42362          | Вурнарский район              | 80/80   | Попал в восходящие потоки, свалился в штопор на высоте 13 км |
| 31 декабря 1959  |                | Хабаровск                     | 0/31    | Отказ правого двигателя, не вышла правая и передняя стойка шасси |
| 20 октября 1960  | 42452          | Усть-Ордынский Бурятский АО   | 3/68    | При уходе на второй круг врезался в ЛЭП |
| 1 февраля 1961   | 42357          | Владивосток                   | 0/н. д. | Грубая посадка, выкатывание за пределы ВПП |
| 16 марта 1961    | 42438          | Свердловск                    | 2+5/51  | Отказ двигателя после взлёта. При аварийной посадке врезался в дом отдыха |
| 10 июля 1961     | 42447          | Одесса                        | 1/94    | Грубая посадка в грозу |
| 17 сентября 1961 | 42388          | Ташкент                       | 0/н. д. | Грубая посадка |
| 2 ноября 1961    | 42504          | Владивосток                   | 0/н. д. | При снижении задел антенну, совершил аварийную посадку |
| 4 июня 1962      | 42491          | у Софии                       | 5/5     | Врезался в гору после отказа двигателя |
| 30 июня 1962     | 42370          | Красноярский край             | 84/84   | Приблизился к закрытому городу Красноярск-26 и был сбит |
| 3 сентября 1962  | 42366          | Нанайский район               | 86/86   | Потерял управление при наборе высоты |
| 25 октября 1962  | 42495          | Шереметьево                   | 11/11   | Облёт после техобслуживания. Был нарушен монтаж подключения тросов системы управления элеронами                                                                                           |
| 16 марта 1963    | OK-LDB         | Бомбей                        | 0/0     | Самолёт чехословацкой CSA. Сгорел при заправке |
| 18 мая 1963      | 42483          | Ржевка, Ленинградская область | 0/н. д. | Посадка до ВПП |
| 13 июля 1963     | 42492          | Иркутский аэропорт            | 33/35   | Катастрофа в 2 км от ВПП из-за преждевременного снижения |
| 9 июня 1964      | 42476          | Новосибирск                   | н. д.   | Выкатывание за пределы ВПП при посадке во время ливня |
| 28 апреля 1969   | 42436          | Иркутский аэропорт            | 0/н. д. | Грубая посадка за 600 м до ВПП |
| 1 июня 1970      | OK-NDD         | Триполи                       | 13/13   | При заходе на посадку врезался в землю в 5,5 км от ВПП |
| 25 июля 1971     | 42405          | Иркутский аэропорт            | 97/126  | Жёсткая посадка, после которой самолёт загорелся |
| 10 октября 1971  | 42490          | Наро-Фоминский район          | 25/25   | Взрыв в салоне вскоре после взлёта |
| 19 марта 1972    | 42408          | Омск                          | 0/н. д. | Столкнулся со снежным бруствером при пятой попытке посадки |
| 23 апреля 1973   | 42505          | Ленинград                     | 2/58    | Попытка захвата. Террорист и вступивший с ним в борьбу бортмеханик погибли при взрыве бомбы. Несмотря на разгерметизацию, самолёт совершил аварийную посадку.                             |
| 18 мая 1973      | 42379          | Читинская область             | 82/82   | Рейс Иркутск — Чита захвачен террористом, который потребовал лететь в Китай. Самолёт взорвался после детонации бомбы                                                                      |
| 29 августа 1973  | OK-MDE         | Никосия                       | 0/70    | Грубая посадка из-за ошибки пилота |
| 30 сентября 1973 | 42506          | Свердловская область          | 108/108 | Отказ электропитания и потеря управления. |
| 13 октября 1973  | 42486          | под Подольском                | 122/122 | Отказ электропитания и потеря управления. Крупнейшая катастрофа Ту-104 |
| 7 декабря 1973   | 42503          | а/п Домодедово                | 16/75   | Грубая посадка в сложных метеоусловиях |
| 5 ноября 1974    | 42501          | Чита                          | 0/н. д. | Вылетел за пределы ВПП |
| 30 августа 1975  | 42472          | Новосибирск                   | 0/н. д. | Правая стойка шасси сломалась, грубая посадка |
| 9 февраля 1976   | 42327          | Иркутский аэропорт            | 24/115  | Катастрофа при взлёте |
| 17 июля 1976     | 42335          | Чита                          | 0/117   | Не смог взлететь из-за перегруза |
| 28 ноября 1976   | 42471          | Солнечногорский район         | 73/73   | Отказ авиагоризонтов ночью, потеря управления |
| 1976             | 42371          | Киев                          | н. д.   | Грубая посадка с неработающими двигателями |
| 13 января 1977   | 42369          | Алма-Атинская область         | 96/96   | Пожар левого двигателя |
| 17 марта 1979    | 42444          | пос. Внуково, Москва          | 58/119  | Ложное срабатывание датчика пожара двигателя, его отключение, возврат в аэропорт. Самолёт зацепил опору ЛЭП и рухнул в поле. После катастрофы все Ту-104 выведены из состава «Аэрофлота». |
| 7 февраля 1981   | 42332          | Пушкин                        | 50/50   | Самолёт ВМФ, катастрофа при взлёте из-за нарушения центровки |

7 февраля 1981 года под Ленинградом разбился транспортный самолёт «Ту-104». В результате катастрофы погибло почти всё руководство Тихоокеанского флота. На борту транспортного самолёта находились командующий флотом адмирал Эмиль Спиридонов, командующий авиацией флота генерал-лейтенант Георгий Павлов, 17 адмиралов и генералов, почти два десятка капитанов первого ранга, занимавших адмиральские должности, и другие пассажиры.

## Галерея

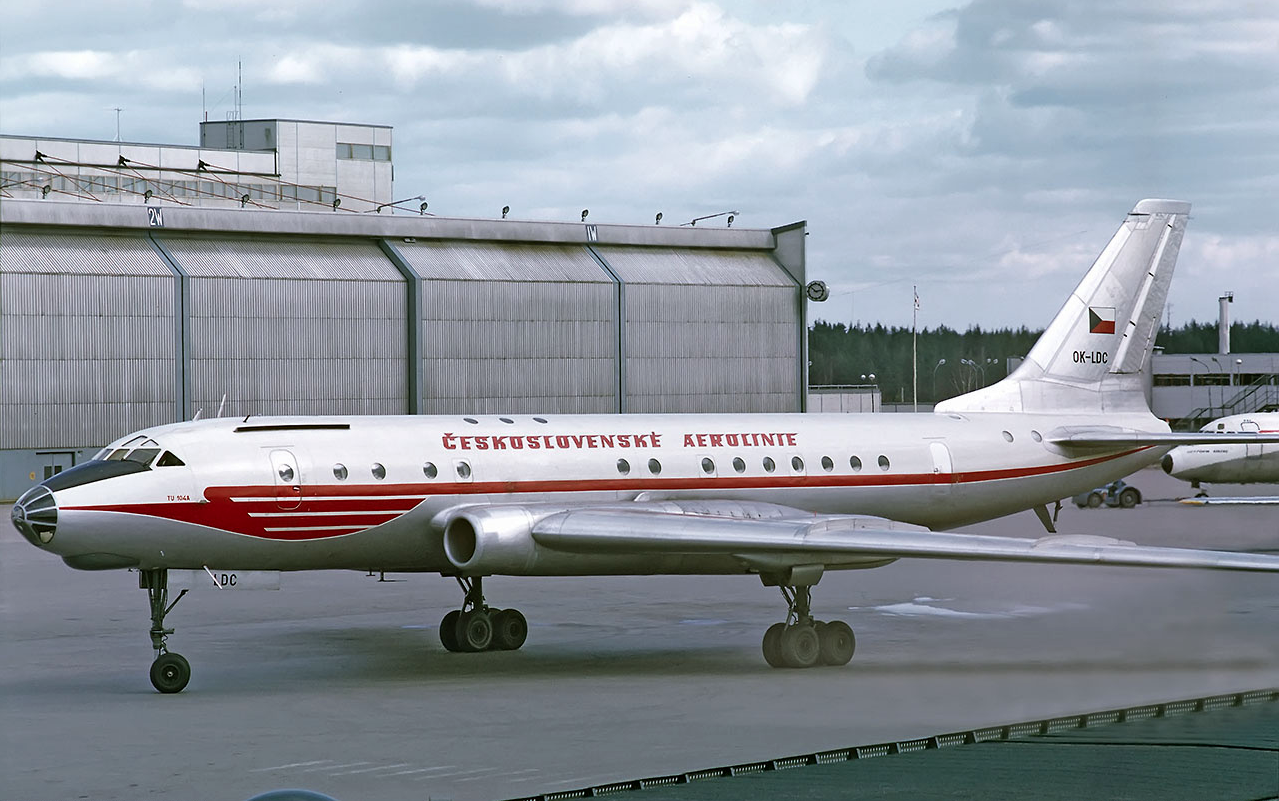
Ту-104 в раскраске чехословацкой авиакомпании CSA
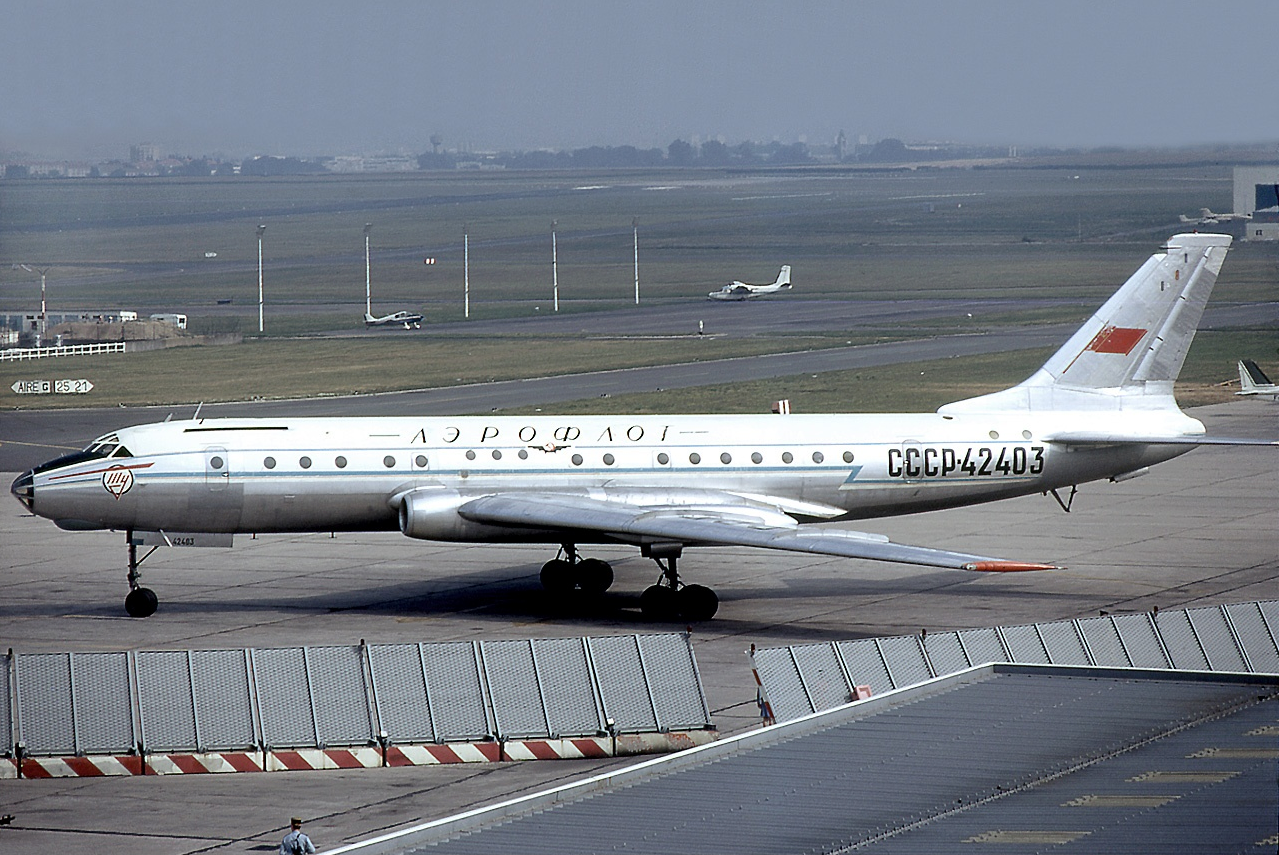
Ту-104 в ранней раскраске «Аэрофлота»
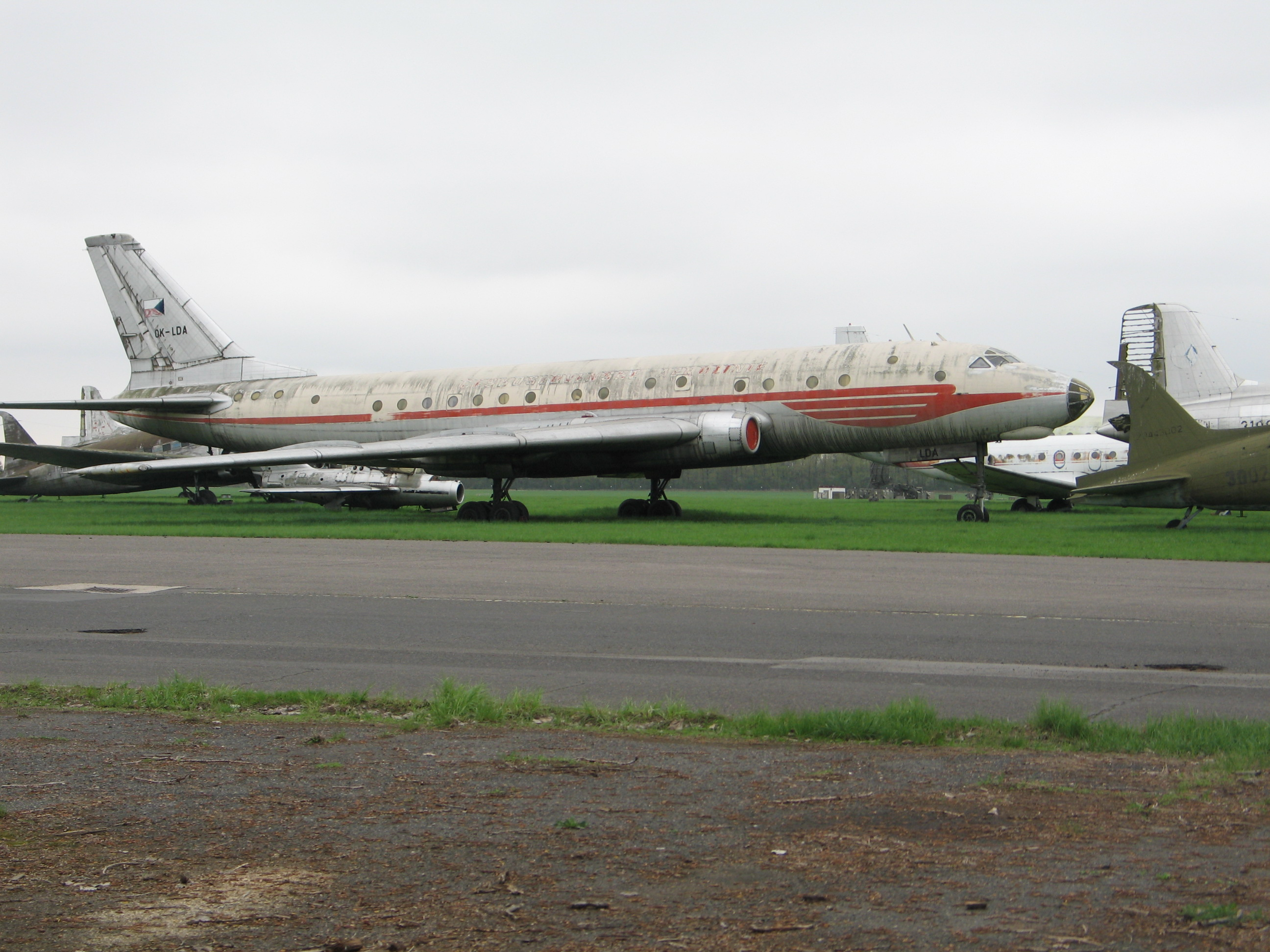
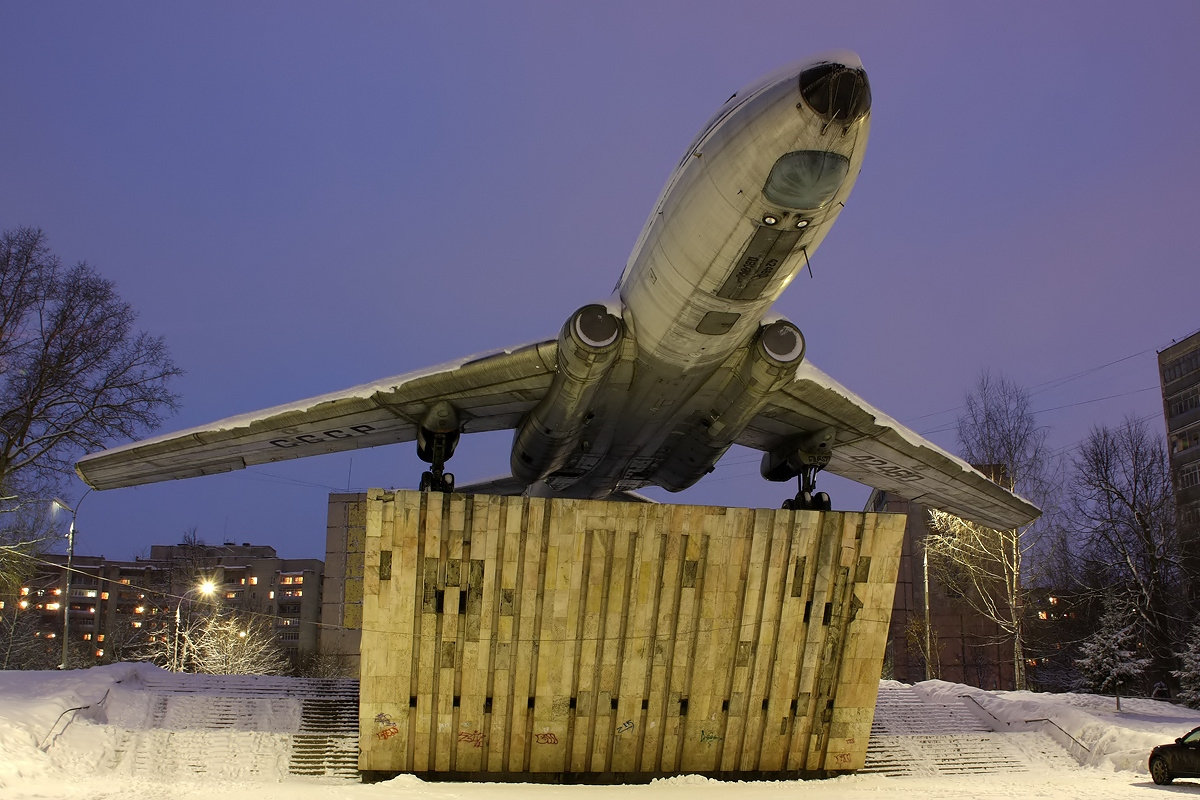
Ту-104 на постаменте в Рыбинске
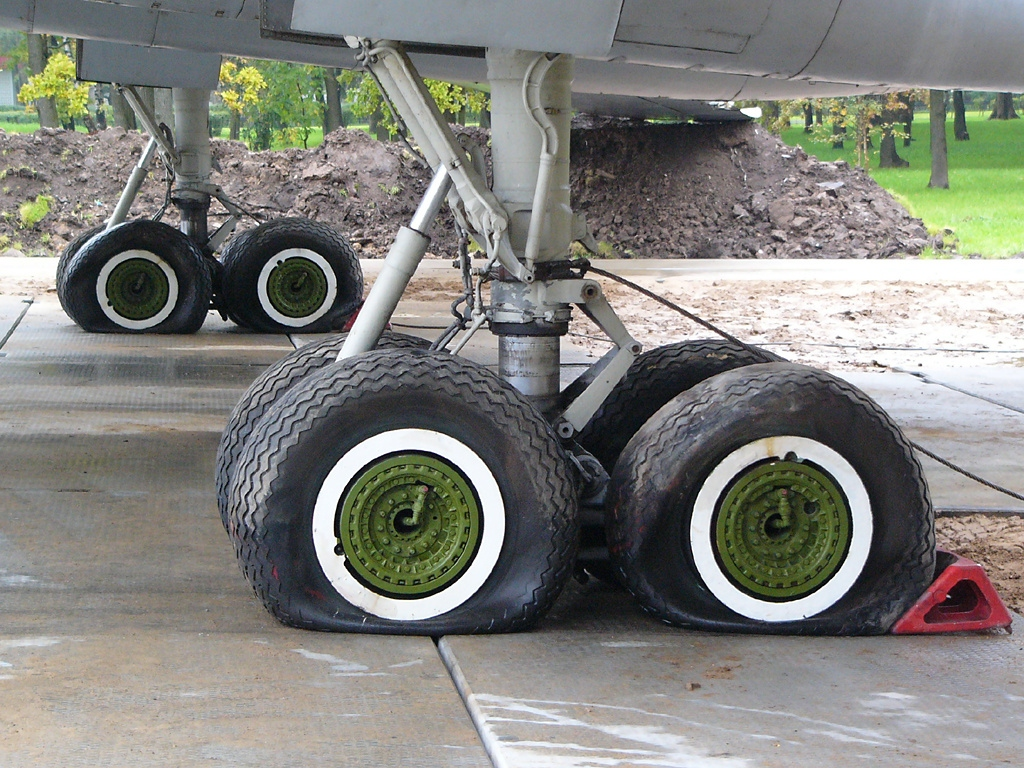
Основные стойки шасси Ту-104
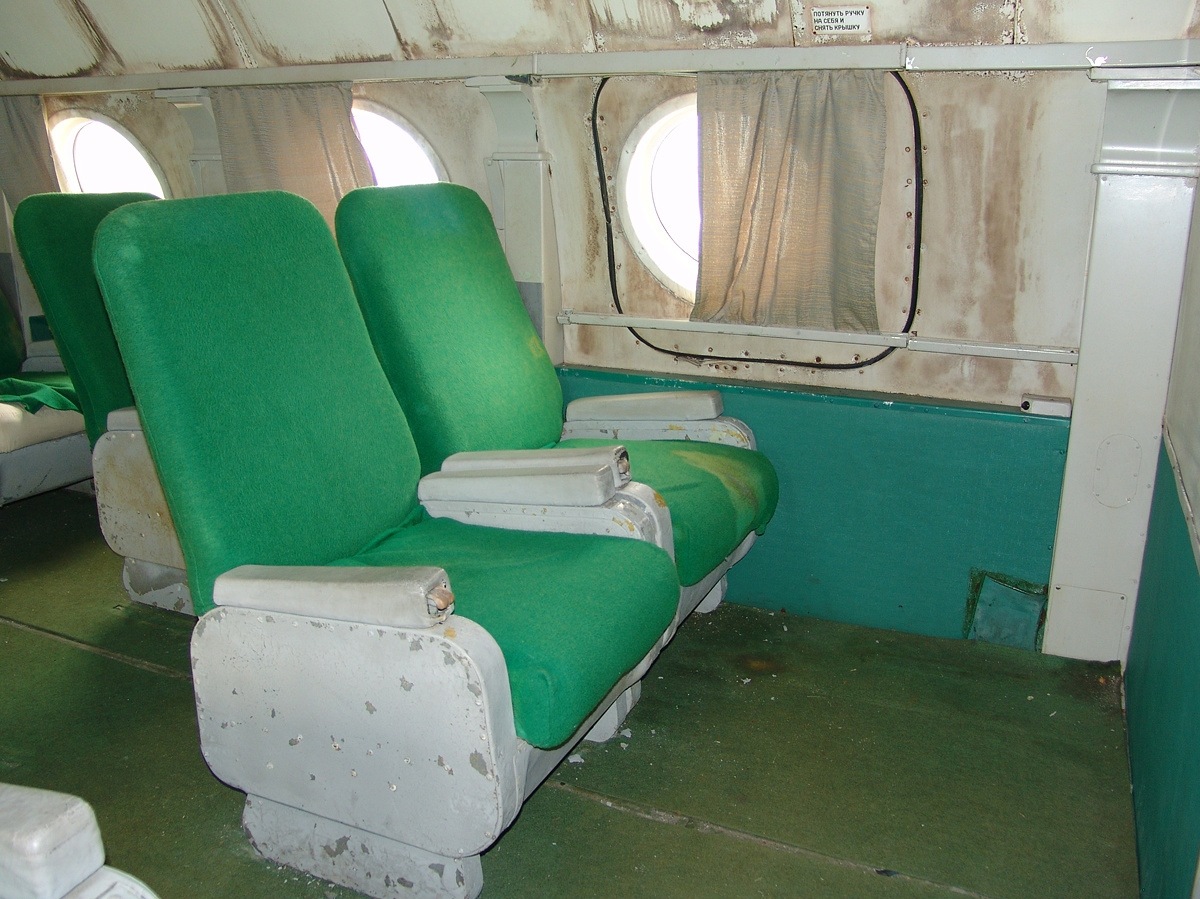
Фрагмент салона Ту-104
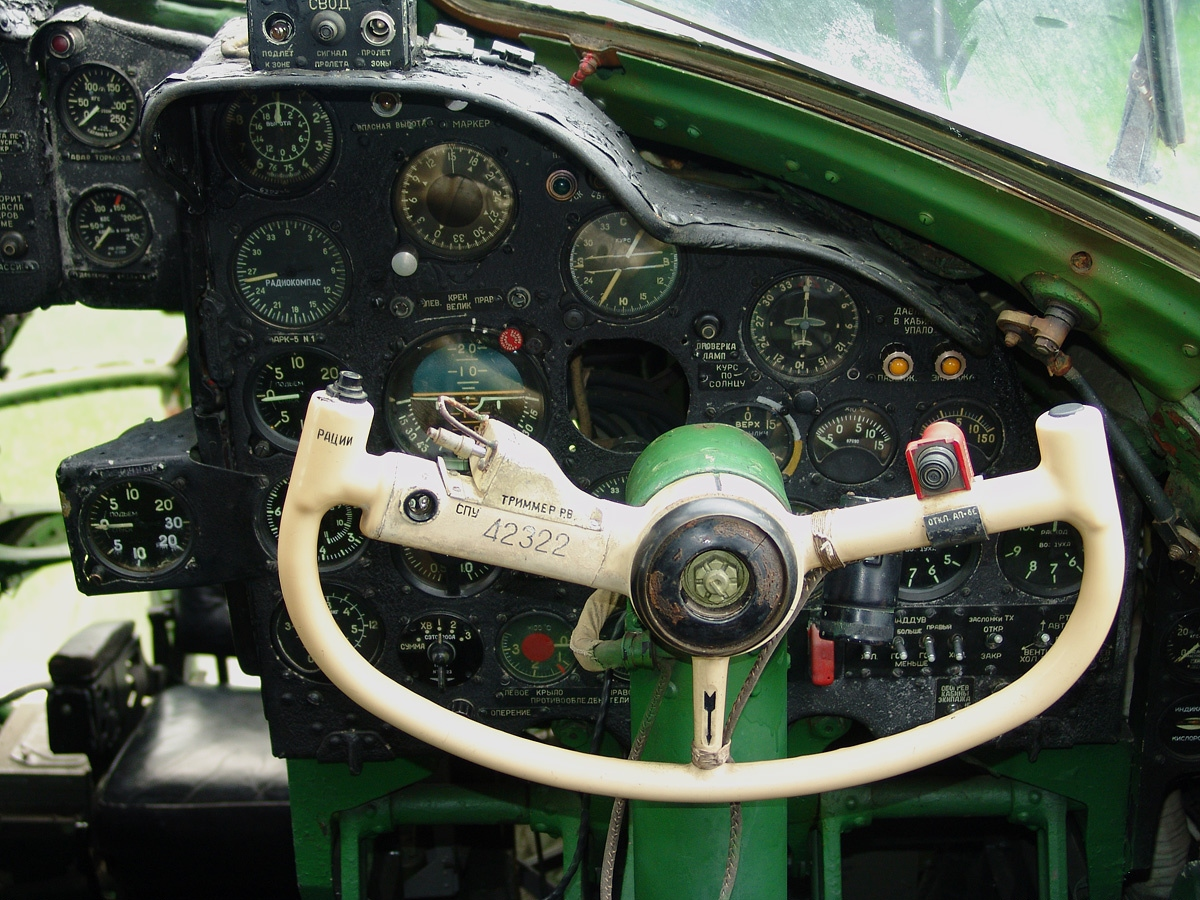
Приборная доска второго пилота Ту-104

Ту-104 установлен на постаменте близ аэропорта «Внуково» (Москва).
Ту-104 установлен в детском лагере Салют в Городецком районе Нижегородской области.
В 1978 году списанный  ТУ-104 был установлен  в детском лагере "Юбилейный" в посёлке Заварзино (ныне в составе Томска), с целью переоборудования салона самолёта в кинотеатр, а в 2015 году, после закрытия лагеря, этот самолёт переустановлен в одном из пригородных посёлков Томска в качестве памятника.